# 李隆春
李隆春（1945年6月—），男，汉族，四川万源人，中华人民共和国政治人物。中共党员。1965年参加工作。曾任中共达州市委书记、四川省人大常委等职。

## 生平
李隆春为万源市固军镇人:337。1984年5月任中共万源县委副书记、县长:885，后于1987年离职，出任中共万源县委书记:807。
1991年10月，李隆春升任中共达县地委副书记兼党委组织部长:125，并促成了家乡万源县改制为县级市:812，1993年2月，再升任中共达县地区（达川地区）党委副书记兼行署专员，同年8月升任中共达川地区党委书记，在主政达川地区期间，他曾被选为中共十五大代表:126，亦促成了达川地区于1999年撤地建市。达州市成立后，李隆春随即出任首任市委书记，并于2002年获选为中共十六大代表:126。
2003年8月，李隆春调离达州市，并于2004年2月17日转任四川省人大常委会委员、农业工作委员会副主任:337。2008年1月，四川省人大换届后，他卸任人大常委会委员职务。